# Natriumadipat
Natriumadipat är en kemisk förening med formeln Na2C6H8O4. Den används som livsmedelstillsats i form av surhetsreglerande medel samt i vissa fall antioxidantsynergist, och har då e-nummer E 356. Ämnet framställs syntetiskt, men förekommer även naturligt.
JECFA och SCF har satt ett acceptabelt dagligt intag på 5 mg/kg kroppsvikt. Tillsatsen används i kakor, i pulver till desserter samt i vissa fall läsk.